# Страхование пассажиров
Страхование пассажиров — один из видов личного страхования от несчастного случая. Данный вид страхования существовал в России в обязательной и добровольной формах, однако обязательная в 2013 году была упразднена и заменена обязательным страхованием ответственности перевозчика.

## Обязательное страхование пассажиров от несчастного случая
Обязательное страхование пассажиров от несчастного случая действовало в Российской Федерации на основании Указа Президента РФ от 7 июля 1992 года. N 750 «Об обязательном личном страховании пассажиров» (с изменениями и дополнениями от 6 апреля 1994 г., 22 июля 1998 г., утратил силу с 1 января 2013 года)  и было в 2013 году заменено обязательным страхованием ответственности перевозчика.
В соответствии с этим указом страхованию подлежали пассажиры, перевозимые воздушным, железнодорожным, водным, автомобильным транспортом по междугородним и туристическим маршрутам. Пассажиры городского и пригородного транспорта, а также международного сообщения страхованию в обязательном порядке не подлежат.
Объектом страхования выступали жизнь, здоровье пассажиров. Страховка покрывала риск смерти или получения травмы и телесных повреждений в результате несчастного случая, связанного с поездкой.
Максимальная выплата, предусмотренная обязательным страхованием пассажиров от несчастного случая, в соответствии с законодательством составляла 120 МРОТ (минимальных размеров оплаты труда).  Размер минимального размера оплаты труда на момент отмены данного вида составлял 100 рублей, соответственно, страховая сумма была ограничена 12000 рублями. Данная сумма выплачивалась в случае смерти пассажира. При получении травмы или увечья размер страхового возмещения рассчитывалось пропорционально тяжести полученный телесных повреждений в результате несчастного случая. 
Особенностью данного вида личного страхования было то, что продолжительность действия договора страхования зависела от времени, в течение которого физическое лицо пользовалось тем или иным видом транспорта. Страхование начиналось с момента объявления посадки в транспортное средство в пункте отправления и заканчивалось в пункте прибытия в момент выхода пассажира с территории автовокзала, станции, но не более одного часа после прибытия в пункт назначения.
Страхователями выступали сами пассажиры, которые уплачивали страховой взнос по обязательному личному страхованию при покупке проездного билета. В теории, их интересы при оформлении данной страховой операции представляла транспортная организация-перевозчик, которая выбирала страховщика и заключала с ним договор об осуществлении данного вида страхования. Однако на практике перевозчик выступал как агент страховой компании, заинтересованный в продаже максимального числа страховых полисов и получающий за это комиссионное вознаграждение. Обязательным требованием к страховой компании являлось наличие лицензии на осуществление деятельности по страхованию пассажиров. Пассажиры, имеющие право на бесплатный проезд, признавались застрахованными без уплаты ими страхового взноса.
Согласно приказу Минфина РФ от 16 января 1998 года №2н «О размере страхового тарифа по обязательному личному страхованию пассажиров воздушного, железнодорожного, морского, внутреннего водного и автомобильного транспорта» с 1 января 1998 года были установлены следующие размеры страховых тарифов по обязательному личному страхованию пассажиров, перевозимых:
воздушным транспортом – 2 руб.;
железнодорожным транспортом – 2,3 руб.;
морским транспортом – 0,1 руб.;
внутренним водным транспортом – 0,6 руб.;
автомобильным транспортом – 1,5 руб.
Тарифы по обязательному страхованию пассажиров (туристов, экскурсантов) воздушного, железнодорожного, морского, внутреннего водного и автомобильного транспорта устанавливаются Росстрахнадзором и согласовываются соответственно с Министерством транспорта РФ, Министерством путей сообщения РФ .
Значительная часть страховых взносов, полученных страховщиками при осуществлении обязательного  страхования пассажиров (туристов, экскурсантов), в предусмотренном законодательством порядке направляется на создание  резервов для финансирования мероприятий по предупреждению несчастных случаев на транспорте. Например, в тарифах по обязательному страхованию пассажиров железнодорожного и междугороднего автомобильного транспорта отчисления в фонды предупредительных мероприятий составляют до 70-90%.
На выплаты пострадавшим в период действия этого вида страхования шла ничтожно малая доля собираемых страховых премий. Так, на пике развития этого вида страхования в 2007 году страховщики собрали 557,6 млн.руб. страховых премий и выплатили менее 3 млн.руб. страховых выплат.

## Добровольное страхование пассажиров от несчастного случая
Добровольное страхование пассажиров от несчастного случая отличается от обязательного тем, что осуществляется на основе добровольного изъявления сторон заключить такой договор страхования.
При этом основные условия договора страхования (страховая сумма, перечень страхуемых рисков, страховой тариф и другие) определяются правилами добровольного страхования пассажиров от несчастного случая, разрабатываемых страховой компанией и согласуемых в установленном порядке с органом по надзору за страховой деятельностью.